# 類蘆野青茅
類蘆野青茅（学名：Deyeuxia brachytricha）为禾本科野青茅屬下的一个种。

## 扩展阅读
- 維基物種上的相關：類蘆野青茅